# Megalostoma viridescens
Megalostoma es un género monotípico de plantas fanerógamas perteneciente a la familia Acanthaceae. El género tiene una sola especie de hierbas: Megalostoma viridescens que es originaria de Guatemala.

## Taxonomía
Jadunia biroi fue descrita por Emery Clarence Leonard y publicado en Journal of the Washington Academy of Sciences 30(12): 503–504, f. 2. 1940.
Sinonimia
- Strobilanthes biroi Lindau & K. Schum.